# معهد نصف الكرة الغربي للتعاون الأمني
معهد نصف الكرة الغربي للتعاون الأمني (المعروف سابقا بإسم مدرسة الأمريكيتين)، هي مدرسة تابعة لوزارة الدفاع الأمريكية تقع في فورت مور في كولومبوس، جورجيا، أعيدت تسميتها بموجب قانون تفويض الدفاع الوطني لعام 2001.
تأسس المعهد عام 1946؛ وبحلول عام 2000، كان أكثر من 60 ألفًا من أفراد الجيش وإنفاذ القانون والأمن في أمريكا اللاتينية قد التحقوا به. كانت المدرسة تقع في منطقة قناة بنما ونقلت منها في عام 1984.

## التأسيس
أسست «مدرسة الأمريكتين» في بنما عام 1946، (أي بعد عام واحد فقط على انتهاء الحرب العالمية الثانية، وقبل عام من مشروع مارشال!) ثم تم نقلها إلى «حصن بينينج» في الولايات المتحدة بعد عامين، عندما طردها الرئيس البنمي يورغ ايلويكا ووصفها بأنها «أكبر قاعدة لإثارة القلاقل في أميركا اللاتينية». منذ تأسيسها تخرج منها ما يزيد على 60 الف عسكري من أميركا اللاتينية (إحصاء 1995). [بحاجة لمصدر]
حاول عدد كبير من الناشطين فضح وإغلاق تلك المدرسة، وكذلك العديد من السياسيين الأمريكان مثل النائب الديمقراطي جوزيف كندي، الذي يقول عنها ان «خريجيها يشملون دكتاتوريي أميركا اللاتينية وجنود متورطين في جرائم كبرى ضد حقوق الإنسان».... «إنها تكلفنا ملايين الدولارات وتربط إسمنا بالمتسلطين ومضطهدي شعوبهم».

## الجدال حول إغلاق المدرسة
نظرا لأن هذه المدرسة اتهمت بتعليم ممارسات التعذيب للحكومات اللاتينية.
اشتهر العديد من خريجي مدرسة الأمريكان بأعمال الإرهاب والاغتيالات السياسية، مثل ما حدث عام 1989 عندما دخلت مجموعة من الجيش السلفادوري إلى «الجامعة الأمريكية المركزية» (Universidad Centroamericana) واغتالت ستة من القساوسة ومديرة منزلهم وابنتها، تبين أن 19 من العساكر الـ 27 المشتركين في المذبحة كانوا من خريجي مدرسة الأمريكتين، حسب تقرير لجنة كشف الحقائق التابعة للإمم المتحدة! منذ ذلك الحين يقوم الناشطون المطالبون بإغلاق المدرسة بالتظاهر سنوياً من أجل لفت الأنظار إلى معهد تفريخ الإرهاب هذا.
لكن تلك لم تكن المذبحة الوحيدة لهم ولا حتى أكبرها، فقد كان خريجو المدرسة يشكلون حوالي ثلاثة أرباع الضباط السلفادوريين المتورطين في سبع مذابح أخرى خلال الحرب الأهلية في السلفادور، ومنها اغتيال القس الأكبر اوسكار روميرو. وفي كولومبيا من الـ 246 ضابطاً ارتكبوا جرائم مختلفة وفق محكمة دولية لحقوق الإنسان أنشئت عام 1992، كانت حصة المدرسة 105. وكان أكبر ثلاثة ضباط من المساهمين في انقلاب رئيس كواتيمالا السابق سيرانو عام 1993 من خريجي تلك المدرسة أيضاً، بضمنهم وزير الدفاع السابق خوزيه دومينكو كارسيا ورئيس موظفي الرئاسة سيئ الصيت لويس فرانسيسكو اوريتجا مينالدو، والذي كان قد تدرب على نشاطات الأمن العسكري عام 1976 فيها. ومن الأسماء الشهيرة من خريجي المدرسة أيضاً كان وزير الدفاع الجنرال ماريو اينريك ورئيس البرلمان الجنرال خوزيه إفرين ريوس مونت، والذي حكم غواتيمالا عامي 1982 إلى 1983، واشتهر بسياسة «الفاصوليا أو الرصاص»: الفاصوليا للمطيعين والرصاص لغيرهم.وفي هندوراس كان خمسة من الضباط الذين أسسوا فرقة الموت التي اشتهرت باسم «الفصيل الأمني 3- 15» في أواسط الثمانينات كانوا من خريجي المدرسة، وكان بينهم الجنرالات كوستاف الفارز مارتنيز، دانييل بال كاستيلو، لويس الونزو ديسكو وخوان لوبيز كريالفا، أما الكابتن بايو فلوريس، الذي قدم بيته كمركز للاعتقال والتعذيب فكان هو الآخر زميلهم في الدراسة في تلك المدرسة لأربعة فصول دراسية....ويستمر كوتمان في تعداد مجرمي هندوراس من خريجي المدرسة، لكن لنتوقف هنا وننتقل إلى بلد آخر.ومن بين الضباط الذين ادينوا في شباط 1994 بقتل تسعة من الطلبة وبروفسور في بيرو، كان أكبر ثلاثة منهم من خريجي المدرسة، وكذلك كان آمر الجيش البيروي الذي انزل الدبابات لعرقلة التحقيق في تلك الجريمة لقبت المدرسة بـ «مدرسة الدكتاتوريين» و«مدرسة السفاحين» لتخريجها اومار توريوس (بنما) وكييرمو رودريكز (أكوادور) وخوان فيلاسكو الفارادو (بيرو)، وقد استولى كل منهم على السلطة بعد الإطاحة بحكومة مدنية منتخبة بصورة ديمقراطية في بلاده.
وأيضاً تخرج منها ليوبولدو كالتيري، الرئيس السابق للجونتا الأرجنتينة، والذي عمل مساعدون له على تأسيس فرقة الموت الشهيرة "3 -16" في الهندوراس. كذلك تخرج منها الرئيس هوغو بانزر سواريز الذي حكم بوليفيا بالحديد والنار وسحق المعارضين وعمال المناجم بقسوة وحشية. وكذلك كان روبرتو دوبوسيون، قائد إحدى فرق الموت السلفادورية والمخطط لاغتيال القس الأكبر روميرو ومتهم بالمشاركة في مذبحة «الموزوت» التي راح ضحيتها 900 من الرجال والنساء والأطفال.
مانويل نورييغا دكتاتور بنما السابق الذي كان يحكم ويدير تجارة المخدرات بالتعاون مع إدارة ريكان عندما كان بوش الأب مسؤولاً عن محاربة المخدرات، حتى اضطرت الإدارة الأمريكية للتخلي عنه والانقلاب عليه بعد افتضاحه أكثر مما يجب وإصدار الكونغرس قانوناً ضده رغم أعتراض الإدارة الأمريكية الشديد على القانون ودفاعهم في البداية عن نورييغا. وحين لم تجد الإدارة الأمريكية طريقاً لإنقاذه (وكان يفاوضها على ذلك مقابل اغتيال مسؤولي الساندينست في نيكاراغوا) هاجمت القوات الأمريكية بنما وفي النهاية سلم نورييغا نفسه وحكم عليه بالسجن لمدة أربعين عاماً بتهم تتعلق بتجارة المخدرات!
كان نورييغا شخصاً «مناسباً» للدراسة في «مدرسة الأمريكتين» كما فعل فعلاً فقد بدأ حياته «السياسية» كجاسوس للـ سي آي أي على الطلبة اليساريين من رفاقه في أحد التنظيمات.
كذلك كان الجنرالان الهندوراسيان بوليكاربو باز الذي قاد حكومة فاسدة في الثمانينات وهمبرتو ريكالدو الذي ارتبط اسمه بكارتل المخدرات الكولومبية، أحد طلاب تلك المدرسة، بل أن اسمه وضع في لائحة الشرف فيها عام 1988!
ومن الزملاء المرموقين أيضاً مانويل انتونيو كالياس رئيس الأمن في كواتيمالا في السبعينات وأوائل الثمانينات، الفترة التي شهدت اغتيال عدد كبير من السياسيين المنافسين للحكومة.
في كواتيمالا التي يبلغ نفوسها 10 ملايين نسمة كان لشعب المايا من سكان البلاد الأصليين حصة الأسد من المعاناة حيث قتل خلال 30 عاماً من الحرب الأهلية منه مايزيد على 200 الف مواطن وكان معظم الجنرالات الذين شاركوا في الانقلابات الدموية وأعمال الإرهاب خلال تلك الفترة، من أؤلئك الذين تدربوا في «مدرسة الأمريكتين». (2)
استجابة للضغوط المتزايدة لإغلاق المدرسة سيئة الصيت، قام الكونغرس بحركة غريبة لإنقاذ المدرسة «الثمينة»، فقد صوت عام 2000 على إغلاق المدرسة ثم إعادة فتحها في ك2 عام 2001 باسم آخر هو «معهد نصف الكرة الغربي للتعاون الأمني» (Western Hemisphere Institute for Security Cooperation) وتختصر إلى (WHINSEC)، كما وضع شرطاً أن يأخذ كل الطلبة فيها دروساً لايقل مجموعها عن 8 ساعات عن حقوق الإنسان! وقد وصف الناشط «بورجوا»، أحد مؤسسي منظمة «رقابة أميركا» العمل بأنه «أشبه بإلصاق ورقة كتب عليها» بنسلين«على قنينة للسم».
في عام 2004، إضطرت إدارة المدرسة تحت ضغوط المتظاهرين والناشطين إلى إضافة سياج ثان من الأسلاك الشائكة ذات الأمواس إلى المدرسة، وفي عام 2005 تمت إضافة سياج ثالث أيضاً! في ذلك العام بلغ عدد المتظاهرين حوالي 20 الف متظاهر اجتمعوا لـ «ذكرى الذين تمت اسكات اصواتهم بالعنف من قبل خريجي المدرسة» واخترق عدد منهم الأسيجة المحيطة بها واصدرت بحقهم احكام بالسجن بلغ مجموعها 81 عاماً لهذا العصيان المدني. لكن هذا لم يمنع المحتجين أو يخيفهم فازداد عدد المتظاهرين في العام التالي إلى 22 الفا.
بعد محاولتين فاشلتين في عامي 2000 و 2001، تمكن المناهضون للمدرسة هذا العام أن يحتفلوا بأول أنتصار حقيقي لهم حين بلغ الضغط الشعبي على الكونغرس أن يصدر قراراً يجبر البنتاغون على كشف معلومات تلك المدرسة تتضمن أسماء ورتب وتواريخ تخرج وجنسيات منتسبيها وطلبتها إضافة إلى الدروس التي تقدم فيها، بواسطة قرار الكونغرس صدر قبل ثلاثة أشهر (22 مايس 2008)، وسيتيح كشف تلك المعلومات لمنظمات مثل منظمات حقوق الإنسان أن تتابع أعمال القائمين على المدرسة وخريجيها. (3)
وقد تم التصويت لصالح القرار بـ 220 مقابل 189 وقد صوت المحافظون (حزب بوش) لإجهاض القرار (181 ضده مقابل 3 معه) وصوت الديمقراطيون مع القرار (217 معه مقابل 8 ضده) (4) وتعكس هذه النسبة النهج المستمر للمحافظين بدعم المدرسة ونشاطها وقد تمكنوا في الماضي من إنقاذها بفارق أصوات قليلة عندما كانت لهم أغلبية في الكونغرس. (5)
يحاول «المعتدلون» اليوم استبدال تواجد القواعد العسكرية الأمريكية بالاكتفاء بتدريب تلك القوات للقوات العراقية من جيش وشرطة.

## وصلات داخلية
- بنما

## وصلات خارجية
- مدرسة الأمريكيتين على موقع IMDb (الإنجليزية)
- مدرسة الأمريكيتين على موقع الموسوعة البريطانية (الإنجليزية)
- مدرسة الأمريكيتين على موقع قاعدة بيانات الفيلم (الإنجليزية)
- مدرسة الأمريكيتين على موقع ليتربوكسد (الإنجليزية)
- مدرسة الأمريكيتين على موقع كينوبويسك (الروسية)

الموقع الحكومي
- http://www.pangaea.org/street_children/latin/soa.htm
- http://www.thirdworldtraveler.com/Terrorism/SOA.html
- http://www.soaw.org/article.php?id=1670
- http://clerk.house.gov/evs/2008/roll363.xml
- http://clerk.house.gov/evs/2007/roll536.xml
- http://www.soaw.org/article.php?id=1669